# Pirongia
Pirongia is een stadje in de regio Waikato op het Noordereiland van Nieuw-Zeeland.
Het heeft een inwoneraantal van 1332 (2006) en ligt ongeveer 23 km ten zuidwesten van Hamilton, en 12 km ten westen van Te Awamutu.  Het ligt aan de oostelijke oever van de rivier Waipa.
Net ten noorden van Pirongia ligt de Pirongia Golf Club met een 18-hole golfbaan.
Enkele kilometer ten westen van Pirongia ligt het Mount Pirongia Forest Park met de uitgedoofde vulkaan Mount Pirongia, met 959 m de hoogste van de regio Waikato.